# Cas van Beek
Caspar Adrianus Antonius (Cas) van Beek (Eindhoven, 14 april 1914 - Reusel, 26 augustus 1986) was een Brabants lokaal en nationaal politicus voor de Katholieke Volkspartij (KVP).
Cas van Beek werd geboren als zoon van Johannes van Beek (1878-1965) en Johanna Maria van Eersel (1882-1954). Hij was een zoon uit een groot gezin met 12 kinderen en ging na de mulo naar de Middelbare Handelsschool. Van Beek was een enthousiast dirigent (hij dirigeerde het Kempisch Orkest) en componist (een van zijn marsen werd gespeeld bij de sluiting van de Staten-Generaal).
Na enige tijd in het bedrijfsleven te hebben gewerkt ging hij aan de slag als ambtenaar op het secretarie van de gemeente Valkenswaard. In 1944 werd hij door de Canadezen tijdelijk belast met het gemeentebestuur in Reusel, en werd hij kort erna waarnemend burgemeester. In 1946 werd die benoeming permanent, en hij zou tot 1979 burgemeester blijven van het Brabantse plaatsje.
In 1946 werd hij ook in de Provinciale Staten van Noord-Brabant gekozen, waar hij tot 1970 lid van zou blijven. Van 1960 tot 1965 bekleedde hij diverse partijpolitieke functies, waaronder het lidmaatschap van het partijbestuur en het dagelijks bestuur van de KVP. In 1964 werd hij in de Tweede Kamer der Staten-Generaal gekozen voor de KVP, waar hij tot 1971 lid van zou blijven.
In de Kamer was hij woordvoerder civiele verdediging en politie en hield zich verder onder meer bezig met gemeentelijke herindelingen (Maastricht en omgeving en het eiland Tholen) en de Volkstellingenwet. In 1964 behoorde hij tot de minderheid van zijn fractie die vóór het onaanvaardbaar verklaarde amendement-Scheps stemde, waardoor de Bijlmermeer bij de gemeente Amsterdam zou worden gevoegd. In 1967 behoorde hij tot de minderheid van zijn fractie die tegen een motie-Van Leeuwen c.s. (ARP) stemde over een hogere rijksbijdrage in de AWBZ. Minister Bauke Roolvink van Sociale Zaken weigerde uitvoering ervan. In 1969 behoorde hij tot de minderheid van zijn fractie die vóór een (verworpen) motie-Boertien stemde waarom gevraagd werd geen verkoop van condooms via automaten toe te staan.
Naast zijn politieke werk was hij vanaf 1946 enige tijd voorzitter van Welvaartsstichting Kempenland en van 1952 tot 1964 van de Stichting Brabantia Nostra.
- Biografisch Portaal: 63087249
- Parlement.com: vg09lkxtgnwr